# Liceo militar
El Liceo Militar es un tipo de institución educativa en Argentina, Bolivia y Uruguay. Dependientes de las Fuerzas Armadas, combinan la formación académica con la militar y física.

## Argentina
Los liceos militares existentes en la República Argentina son instituciones de nivel medio dependiente de las Fuerzas Armadas de donde se egresa con un grado de oficial de reserva y un bachiller especializado. Con el correr del tiempo, se incluyó la enseñanza básica y primaria pero sin perfil militar.
Son nueve los liceos militares en dicho país (seis del Ejército, dos de la Armada y uno de la Fuerza Aérea). 
Por sus aulas pasaron dos presidentes argentinos como Raúl Alfonsín y Fernando de la Rúa y vicepresidentes como Julio Cobos y Carlos Ruckauf, como así también varios gobernadores y distintas figuras políticas, jueces, empresarios y altos militares.

### Historia

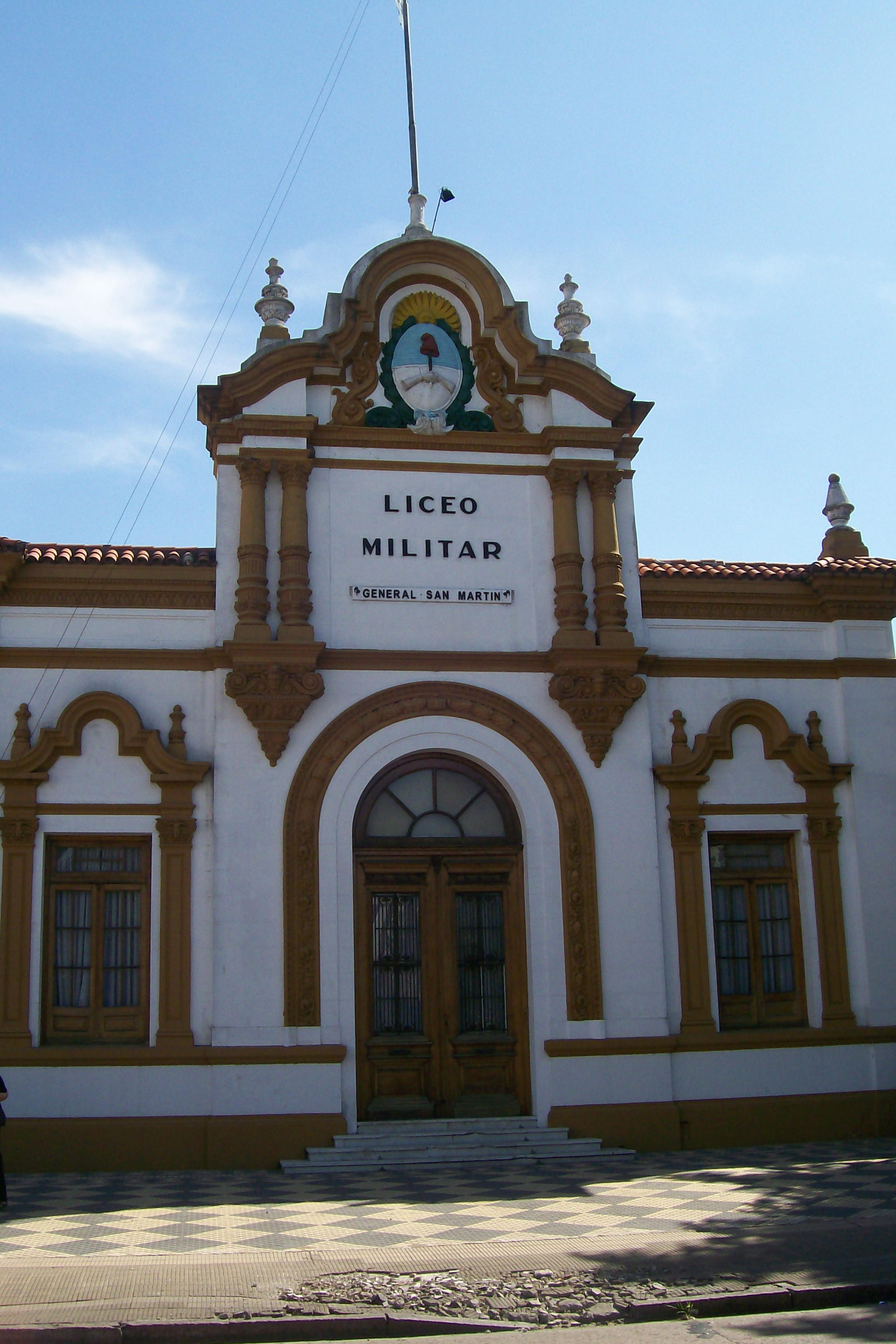
Frente del Liceo Militar General San Martín, fundado en 1938.

El primero de los liceos, el General San Martín, fue creado por Decreto N° 123.276 del 8 de enero de 1938 del entonces Presidente de la Nación, general Agustín Pedro Justo, recibiendo como primera denominación la de “Colegio Nacional Militar” y bajo la dependencia del entonces Ministerio de Guerra. El decreto de creación establecía que debía tener régimen de internado, que sus planes de estudios serían los vigentes en los colegios nacionales y que estaba habilitado para expedir el título de bachiller. Antes de comenzar el primer curso lectivo, el 20 de enero de 1939, el Colegio Nacional Militar fue renombrado como Liceo Militar. El 1º de abril de 1939 por Decreto Presidencial 28026 se agregó a su denominación "General San Martín". 
El segundo de los liceos fue el Liceo Militar General Paz, creado en 1944. En 1947, junto con otros dos liceos militares, se creó el primero dependiente de la Armada, en Río Santiago. 
A partir de 1995 cambió su régimen exclusivo de internado e incorporó las mujeres en sus filas en todos los liceos del país. Sin embargo, el Liceo Naval Militar Gurruchaga era exclusivo para mujeres, nunca incorporó hombres pues se encontraba en proceso de cierre a 1995. 
En 2008 se derogó el código de justicia militar al que quedaban sujetos los liceístas a partir del cuarto año, el cual implicaba un régimen jurídico especial.
En 2010 el Ministerio de Defensa resolvió dejar de impartir la religión católica obligatoria como parte su currículo y dejar optativas las materias militares.
En 2013 mediante la Resolución del Ministerio de Defensa N° 96 del 27 de febrero de 2013, que se aplica sobre los lineamientos del Plan Liceos 2013 establecidos a través de la Resolución N° 59 del 13 de febrero del mismo año, suspendida a fin de «promover la participación de los interesados y de especialistas» mediante la resolución 178, firmada por el ministro de Defensa el 19 de marzo de 2013.

#### Plan Liceos 2030. Excelencia educativa, disciplina militar y formación de líderes.
El 6 de agosto de 2024, el ministro de Defensa, Luis Petri, en busca de revertir la desmilitarización y consecuente desnaturalización de los Liceos Militares, firmó una resolución que regresa a los Liceos a su esencia natural, incluso con la habilitación para la práctica de tiro en los últimos dos años. También plantea una revitalización de la capacitación de los reservistas, ya que se plantea que, de acuerdo a las capacidades de cada liceo, se impulse la orientación en aptitudes de piloto de drones y ciberdefensa.
Asimismo, estableció que a los cadetes de los dos últimos años volverán a tener estado militar, de acuerdo a lo previsto en la Ley N° 19.101 (Ley de Personal Militar) y sus reglamentaciones, con la adecuación correspondiente en los términos que establece el régimen disciplinario que regula la actividad de los cadetes en los Liceos Militares.
Para ello, cada una de las Fuerzas Armadas debían proponer un nuevo Proyecto Educativo Institucional Liceos Militares con nuevos lineamientos pedagógicos cuya aplicación comenzará en el período lectivo 2025.

### Los liceos
Los liceos militares son las únicas instituciones académicas de formación secundaria dependientes del Ministerio de Defensa de la Nación, junto con el Instituto Social Militar, colegio secundario históricamente destinado a hijos de miembros del Ejército Argentino. Tienen una carga horaria que supera la de cualquier colegio secundario: ingresan a las 6:30 horas y permanecen hasta las 18:30 bajo un régimen de internado que fue siendo modificado con el tiempo. Se regían hasta 2010 por el Código de Justicia Militar. 
| * | Cerrado por razones presupuestarias en la década de 1990 |

| Nombre                                                      | Fundación | Localización          | Provincia    |
| ----------------------------------------------------------- | --------- | --------------------- | ------------ |
| Liceo Militar General San Martín                            | 1938      | Villa Ballester       | Buenos Aires |
| Liceo Militar General Paz                                   | 1944      | Córdoba               | Córdoba      |
| Liceo Militar General Espejo                                | 1947      | Mendoza               | Mendoza      |
| Liceo Militar General Belgrano                              | 1947      | Santa Fe              | Santa Fe     |
| Liceo Militar General Roca                                  | 1966      | Comodoro Rivadavia    | Chubut       |
| Liceo Militar General Aráoz de Lamadrid                     | 1979      | San Miguel de Tucumán | Tucumán      |
| Liceo Naval Militar Almirante Brown                         | 1947      | Vicente López         | Buenos Aires |
| Liceo Naval Militar Almirante Storni                        | 1977      | Posadas               | Misiones     |
| Liceo Aeronáutico Militar                                   | 1979      | Funes                 | Santa Fe     |
| Liceo Naval Militar Francisco de Gurruchaga*                | 1976      | Salta                 | Salta        |
| Liceo Naval Militar Capitán de Fragata Carlos María Moyano* | 1981      | Necochea              | Buenos Aires |

### Egresados
Si bien la lista de egresados de estas academias militares es muy reducida. A continuación algunos de ellos:
Los presidentes de la Nación Argentina que egresaron de los liceos militares son Raúl Alfonsín y Fernando de la Rúa, y el presidente de facto Leopoldo Galtieri. Los vicepresidentes egresados son Julio Cobos y Carlos Ruckauf.
En sus listas también figuran el exjefe de Gabinete de Ministros de la Nación, Chrystian Colombo; el procurador de la Nación Esteban Righi; el exministro de seguridad porteño y actual intendente de la ciudad de Mar del Plata, Guillermo Montenegro; el extitular de la AFIP Ricardo Echegaray; el extitular de la SIDE Héctor Icazuriaga; el exgobernador de Mendoza Francisco Pérez; el exgobernador de Santa Fe Antonio Bonfatti; el gobernador de Córdoba Juan Schiaretti, el exgobernador de Santa Cruz y extitular de la SIDE Sergio Acevedo; el exgobernador de Chaco, Antonio Serrano; el gobernador de Chubut, Mariano Arcioni; el exministro de economía Ricardo López Murphy, el exministro de justicia Jorge Osvaldo Casanovas, el exministro de salud y fundador de la Universidad de Belgrano, Avelino Porto, el exministro de educación Hugo Juri, el ex intendente de Córdoba, el senador nacional Luis Juez, el exdirector del diario La Nación Claudio Escribano, el empresario líder del grupo Roggio, Aldo Benito Roggio, el propietario del laboratorio Roemmers, Alberto Roemmers, el exdiputado nacional, Convencional Constituyente de 1994, Antonio María Hernández, el exdiputado nacional Juan Carlos Vega, el exministro de Binestar Social de la Nación, Julio Emilio Álvarez, el Puma Juan Martín Fernández Lobbe, el exministro de salud Roberto Chuit, el arzobispo Carlos Ñáñez, el exfiscal de estado Pedro Sin, el exsenador nacional Pablo Héctor Walter y un gran número de generales, almirantes y brigadieres. También es excadete el camarista federal que juzgó a las juntas militares por violaciones a los derechos humanos, Ricardo Gil Lavedra, exministro de Justicia y exdiputado nacional.
También pasaron por estas instituciones el extitular de la Unión Industrial Argentina Jorge Blanco Villegas, el exembajador en la UNESCO, Carlos Floria, el astrofísico de la NASA reformulador de la teoría del Big Bang, Juan Maldacena, el físico nuclear Carlos Wagner (FERMILAB Chicago), el expresidente de Citibank Ecuador, Perú y Colombia Franco Moccia, el exdirector en Banco Mundial y exdirector en City (Nueva York) Eduardo Urdapilleta, el vicepresidente de Credit Suisse (Nueva York) Marcelo Delmar, y el exjefe de la Policía Federal Edmundo Ojeda, el empresario inmobiliario Osvaldo Tizado, el físico exdirector de la Academia Nacional de Ciencias Mario Mariscotti, el ministro de la Suprema Corte Mario Adaroel, el diputado nacional Omar De Marchi, el actor Ulises Dumond, el médico Alberto Cormillot, el banquero Manuel Sacerdote, el conductor de televisión Alejandro Fantino, el periodista excandidato a gobernador, Luis Rosales, el periodista de la CNN Guillermo Arduino, el periodista de UNIVISION y arquitecto Antonio Raúl Valverde, el último obispo argentino nombrado por Benedicto XI, Samuel Jofré Giraudo, el cineasta Luis Puenzo, el locutor Pancho Ibáñez, el expresidente de la Academia Nacional de Ciencias Físicas, Exactas y Naturales, Mario Alberto Mariscotti, el exministro de la Corte Suprema de San Juan, Carlos Eduardo Balaguer, el exministro de Justicia de la Provincia de Buenos Aires, Diputado Nacional Jorge Osvaldo Casanovas, el exprocurador general del Tesoro Ernesto Alberto Marcer, el exministro de la Suprema Corte de Justicia de la Provincia de Buenos Aires, Guillermo David San Martín, el exembajador ante el Reino Unido, Vicente Berasategui, el exembajador ante Alemania, Carlos Keller Sarmiento, el expresidente del Banco de Boston, Manuel Ricardo Sacerdote, entre otros.
Un capítulo especial son los excadetes muertos durante la Guerra de Malvinas:
- Teniente Primero del Ejército Argentino Roberto Mario Fiorito. Liceo Militar General San Martín. Muerto el 9 de mayo cuando fue derribado por el impacto de un misil en las proximidades de la Isla Leones. Condecorado con la medalla "La Nación Argentina al Valor en Combate"[11]
- Teniente del Ejército Argentino Marcos Antonio Fassio. Liceo Militar General San Martín.
- Teniente del Ejército Argentino Jorge Casco. Liceo Militar General San Martín.

- Capitán de la Fuerza Aérea Argentina Jesús Omar Castillo. Liceo Militar General Paz. Condecorado con la "Cruz al Heroico Valor en Combate"
- Teniente Primero del Ejército Argentino Luis Carlos Martella. Liceo Militar General Paz.
- Alférez de la Gendarmería Nacional Argentina Guillermo Nasif. Liceo Militar General Paz.
- Primer Teniente de la Fuerza Aérea Argentina Jorge Eduardo Casco. Liceo Militar General Paz.
- Primer Teniente de la Fuerza Aérea Argentina Eduardo De Ibañez. Liceo Militar General San Martín.
- Teniente de Corbeta de la Armada de la República Argentina José Aguirre. Liceo Militar General Paz.
- Subteniente Ejército Argentino Oscar Silva. Liceo Militar General Espejo. Muerto en el combate de Monte Tumledown a las 3 de la mañana del 14 de junio. Recibió la condecoración "La Nación Argentina al valor en combate (post mortem)"[12]

Otros egresados que desprestigian a los liceos son el líder de la organización Montoneros, Fernando Vaca Narvaja; el montonero Emilio Maza, secuestrador del expresidente de facto Pedro Eugenio Aramburu; presidentes y funcionarios de facto como el exministro del Interior de la última dictadura, el general Albano Harguindeguy.

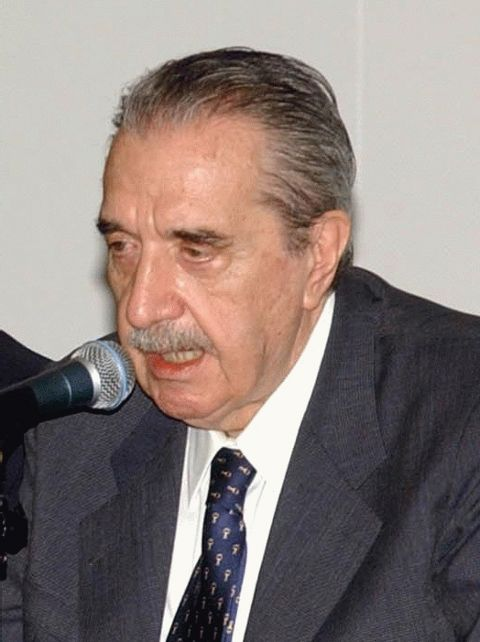
Raúl Alfonsín, presidente de la Nación, egresado del Liceo Militar General San Martín.
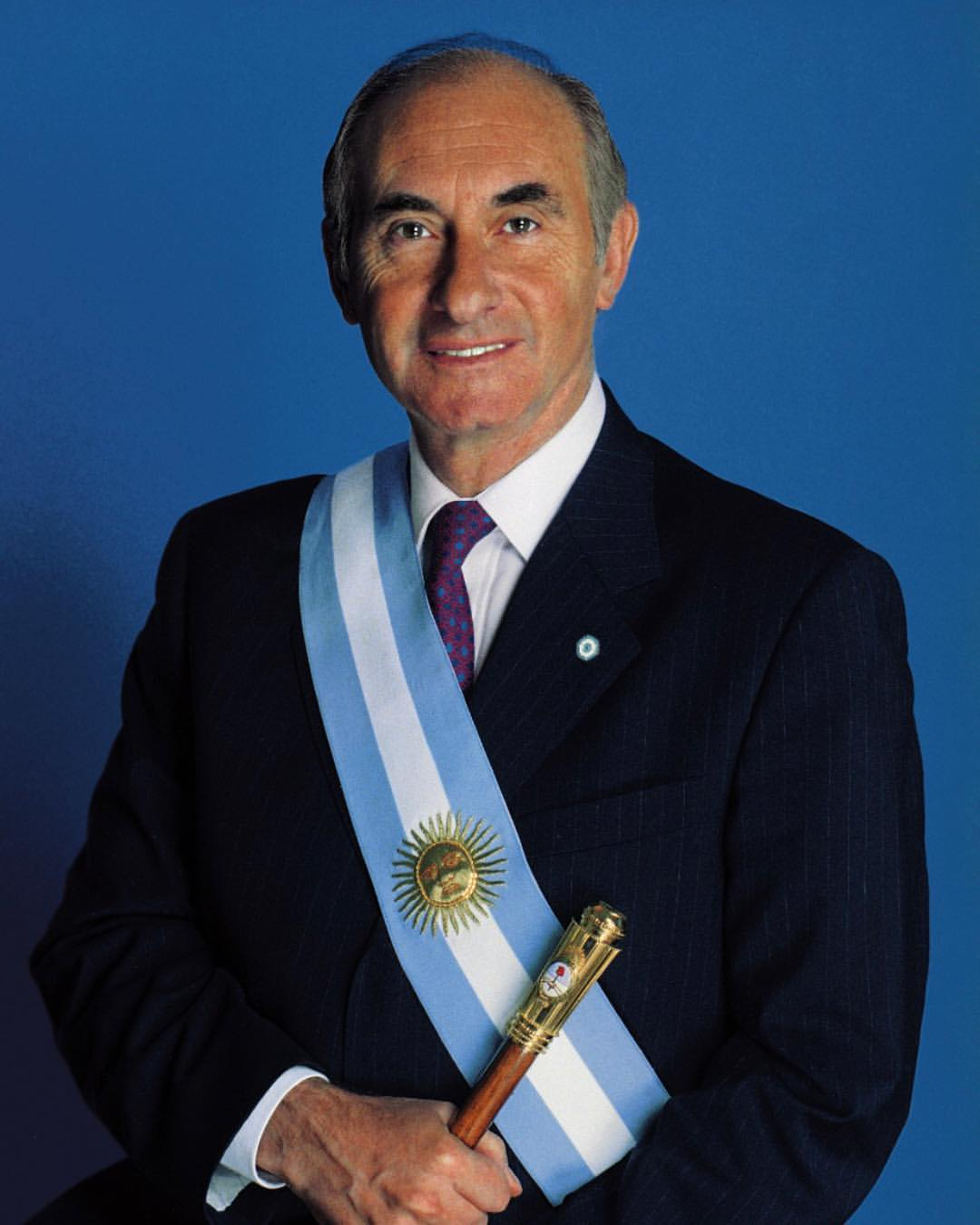
Fernando de la Rúa, presidente de la Nación, egresado del Liceo Militar General Paz
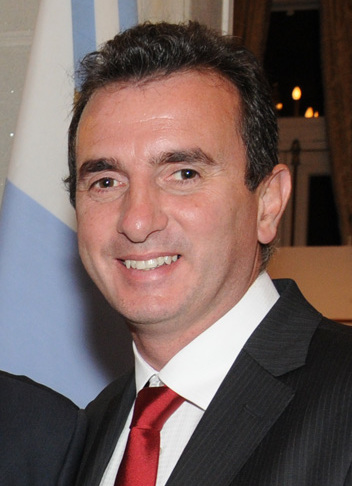
Francisco Pérez, Gobernador de Mendoza, egresado del Liceo Militar General Espejo.
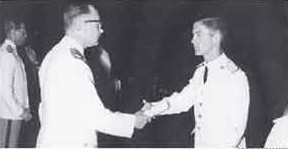
Juan Schiaretti, Gobernador de la Provincia de Córdoba, egresa del Liceo Militar General Paz.
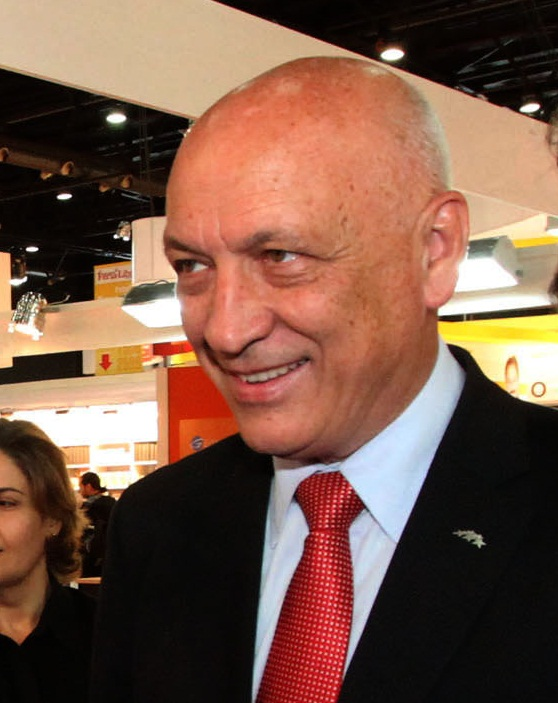
Antonio Bonfatti, Gobernador de la Provincia de Santa Fe, egresado del Liceo Militar General Belgrano.
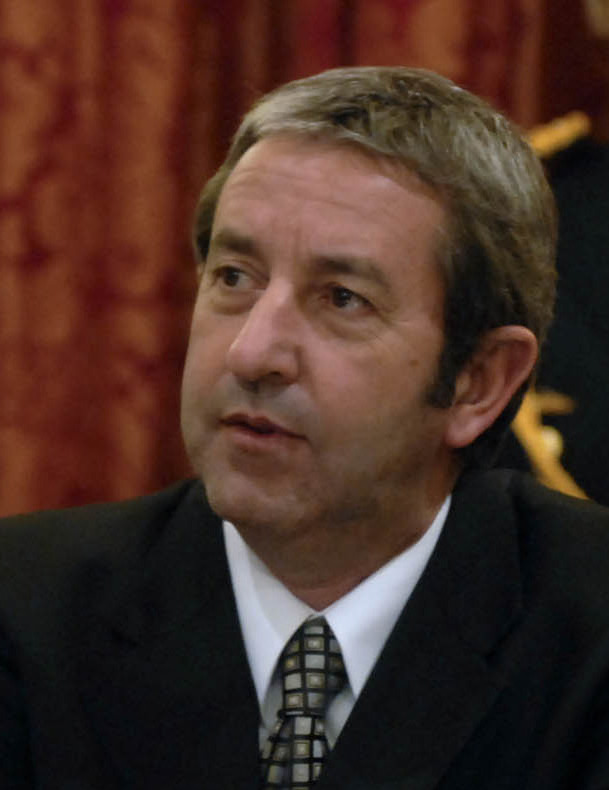
Julio Cobos, Vice Presidente de la Nación, egresado del Liceo Militar General Espejo.

## Uruguay

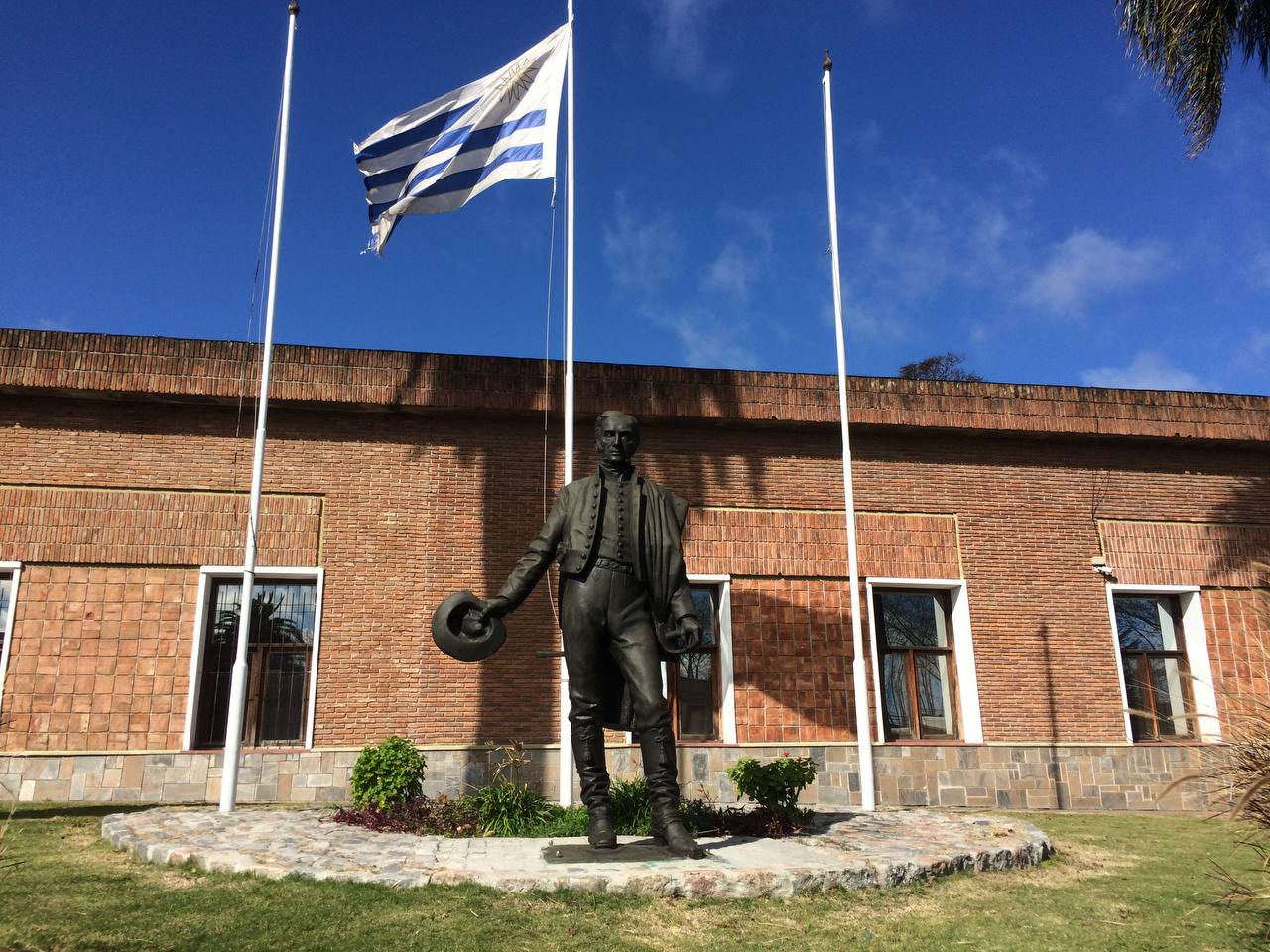
Liceo Militar General Artigas

En Uruguay, el Liceo Militar General Artigas es un instituto público, mixto y gratuito de educación secundaria que imparte instrucción premilitar.

### Sedes
Sus sedes se encuentra ubicadas en: 
| Nombre                                    | Fundación | Localización      | Departamento |
| ----------------------------------------- | --------- | ----------------- | ------------ |
| Liceo Militar General Artigas             | 1947      | Prado             | Montevideo   |
| Liceo Militar Coronel Lorenzo Latorre N°1 | 1975      | Cordón            | Montevideo   |
| Liceo Militar General Rivera N°2          | 1973      | Durazno           | Durazno      |
| Liceo Militar Brigadier General Oribe N°3 | 1973      | Paso de los Toros | Tacuarembó   |
| Liceo Militar General Lavalleja N°4       | 1973      | Minas             | Lavalleja    |
| Liceo Militar 33 Orientales N°5           | 1977      | Colonia           | Colonia      |